# Ronde de l'Oise
A Ronde de l'Oise é uma carreira ciclista por etapas francesa disputada no departamento de Oise.
Começou-se a disputar em 1954 de forma amador sendo em 1990 profissional, ainda que não chegou a se disputar de forma anual até 2006 primeiro de novo de forma amador pára a partir do 2007 sendo profissional fazendo parte do UCI Europe Tour, dentro da categoria 2.2 (última categoria do profissionalismo).
Está organizada pela Union Cycliste de Liancourt Rantigny.

## Palmarés
Em amarelo: edição amador.
| Ano  | Ganhador                                               | Segundo               | Terceiro             |
| ---- | ------------------------------------------------------ | --------------------- | -------------------- |
| 1954 | Pierre Badosa                                          |                       |                      |
| 1955 | M. Idoux                                               |                       |                      |
| 1956 | Georges Risse                                          |                       |                      |
| 1957 | D. Henwwod                                             |                       |                      |
| 1958 | Pierre Bataille                                        |                       |                      |
| 1959 | Ernest Vilfroy                                         |                       |                      |
| 1960 | Jacques Fouquet                                        |                       |                      |
| 1961 | F. Delavault                                           |                       |                      |
| 1962 | Guy Bouchet                                            |                       |                      |
| 1963 | Daniel Schneider                                       |                       |                      |
| 1964 | Pierre Bataille                                        |                       |                      |
| 1965 | Alain Redolfi                                          |                       |                      |
| 1966 | L. Magnier                                             |                       |                      |
| 1967 | Raymond Martin                                         |                       |                      |
| 1968 | P. Spiguelaire                                         |                       |                      |
| 1969 | Eric Lalouette                                         |                       |                      |
| 1970 | C. Beraet                                              |                       |                      |
| 1971 | Castan                                                 |                       |                      |
| 1972 | Lepied                                                 |                       |                      |
| 1973 | François Accart                                        |                       |                      |
| 1974 | F. Cheve                                               |                       |                      |
| 1975 | G. Manchon                                             |                       |                      |
| 1976 | G. Carrara                                             |                       |                      |
| 1977 | Walter Ricci                                           | Jean-Philippe Pipart  | Patrick Daveneau     |
| 1978 | Gilles Blanchardon                                     | Patrick Frantschi     | Ghislain Delamotte   |
| 1979 | Philippe Senez                                         | André Fossé           | Alain Lenoir         |
| 1980 | Daniel Vanechop                                        | Gilles Blanchardon    | Christian Corre      |
| 1981 | Lionel Poret                                           | Thierry Lavergne      | Gilles Guéguen       |
| 1982 | Jean-Jacques Philipp                                   | Lionel Poret          | Jean-Michel Mauny    |
| 1983 | André Fossé                                            | Gervais Rioux         | Laurent Haimez       |
| 1984 | Éric Martin                                            | Stéphane Henriet      | Jean-Jacques Philipp |
| 1985 | Jean-Marc Follet                                       | Nick Barnes           | Rusty Lopez          |
| 1986 | Gerard Aviègne                                         | Baker                 | Stéphane Henriet     |
| 1987 | Richard Vivien                                         | Laurent Madouas       | Thierry Bourguignon  |
| 1988 | Claude Carlin                                          | Jean-Christophe Roger | Philippe Delaurier   |
| 1989 | Eddy Seigneur                                          | Frédéric Moncassin    | Laurent Eudeline     |
| 1990 | Christophe Capelle                                     | Olaf Lurvik           | Pascal Montier       |
| 1991 | Eddy Seigneur                                          | Laurent Desbiens      | David Pagnier        |
| 1992 | Jean-Michel Thilloy                                    | Andrzej Pozak         | Denis Dugouchet      |
| 1993 | Marco Vermeij                                          | Charles Guilbert      | Franck Perque        |
| 1994 | Fabrice Naessens                                       | Fabrice Férat         | Pascal Popieul       |
| 1995 | Laurent Lefèvre                                        | Gérard Aviègne        | Grégory Barbier      |
| 1996 | Vincent Templier                                       | Franck Morelle        | Gérard Aviègne       |
| 1997 | Jean-Michel Thilloy                                    | Franck Morelle        | Pascal Peyramaure    |
| 1998 | Mika Hietanen                                          | Arnaud Auguste        | Pascal Peyramaure    |
| 1999 | Mickaël Fouliard                                       | Stéphane Delimauges   | Sylvain Chavanel     |
| 2000 | Jérémie Dérangère                                      | Danny In 'Ven         | Mickaël Leveau       |
| 2001 | Pascal Carlot                                          | Olivier Maignan       | Gérard Aviègne       |
| 2002 | Vincent Pétilleau                                      | Noan Lelarge          | Youri Deliens        |
| 2003 | Christophe Riblon                                      | Alexandre Chouffe     | Oscar Stenström      |
| 2004 | Sébastien Minard                                       | Christophe Riblon     | Nicolas Roche        |
| 2005 | Thierry David                                          | Marc Streel           | Guillaume Levarlet   |
| 2006 | Franck Perque                                          | Dries Devenyns        | Gianni Meersman      |
| 2007 | Fredrik Johansson                                      | Stian Remme           | David Tanner         |
| 2008 | Niels Brouzes                                          | Jakob Fuglsang        | Renaud Pioline       |
| 2009 | Steven Van Vooren                                      | Médéric Clain         | Jérémie Galland      |
| 2010 | Steven Tronet                                          | René Jørgensen        | Jonathan Thiré       |
| 2011 | Predefinição:Dados de país/Lituânia Gediminas Bagdonas | Kévin Lalouette       | Florian Vachon       |
| 2012 | Jean-Luc Delpech                                       | Viacheslav Kuznetsov  | Rafaâ Chtioui        |
| 2013 | Vegard Breen                                           | Vincent Jérôme        | Glenn O'Shea         |
| 2014 | Magnus Cort                                            | Romain Feillu         | Daniel Hoelgaard     |
| 2015 | Joshua Edmondson                                       | Vegard Stake Laengen  | Steven Tronet        |
| 2016 | Antonio Parrinello                                     | Bjørn Tore Hoem       | Nathan Van Hooydonck |
| 2017 | Flavien Dassonville                                    | Arnaud Gérard         | Rasmus Quaade        |
| 2018 | Henrik Evensen                                         | Fred Wright           | Josef Černý          |
| 2019 | Anthony Maldonado                                      | Marlon Gaillard       | Bjørn Tore Hoem      |

## Palmarés por países
| País          | Vitórias |
| ------------- | -------- |
| França        | 54       |
| Bélgica       | 2        |
| Noruega       | 2        |
| Austrália     | 1        |
| Países Baixos | 1        |
| Finlândia     | 1        |
| Suécia        | 1        |
| Lituânia      | 1        |
| Dinamarca     | 1        |
| Reino Unido   | 1        |
| Itália        | 1        |